# Мирне (Кириківська селищна громада)
Мирне (до 2016 — Комсомолець) — село в Україні, у Кириківській селищній громаді Охтирського району Сумської області. Населення становить 155 осіб. Колишній орган місцевого самоврядування — Вищевеселівська сільська рада.
Після ліквідації Великописарівського району 19 липня 2020 року село увійшло до Охтирського району.

## Географія
Село Мирне розташоване біля витоків річки Охтирка, нижче за течією на відстані 2 км розташоване село Кудряве.
Поруч пролягає автомобільний шлях.

## Історія
Село постраждало внаслідок геноциду українського народу, проведеного окупаційним урядом СРСР 1932—1933 та 1946–1947 роках[джерело?].

## Населення

### Мова
Розподіл населення за рідною мовою за даними перепису 2001 року:
| Мова       | Кількість | Відсоток |
| ---------- | --------- | -------- |
| російська  | 26        | 89.66%   |
| українська | 2         | 6.90%    |
| білоруська | 1         | 3.44%    |
| Усього     | 29        | 100%     |